# Рашет, Яков Иванович
Я́ков Ива́нович Раше́т (Жан-Домини́к Раше́тт) (фр. Antoine-Jacques-Jean-Dominique Rachette; 1744—1809) — русский скульптор, француз по происхождению, академик и профессор Императорской академии художеств.

## Биография

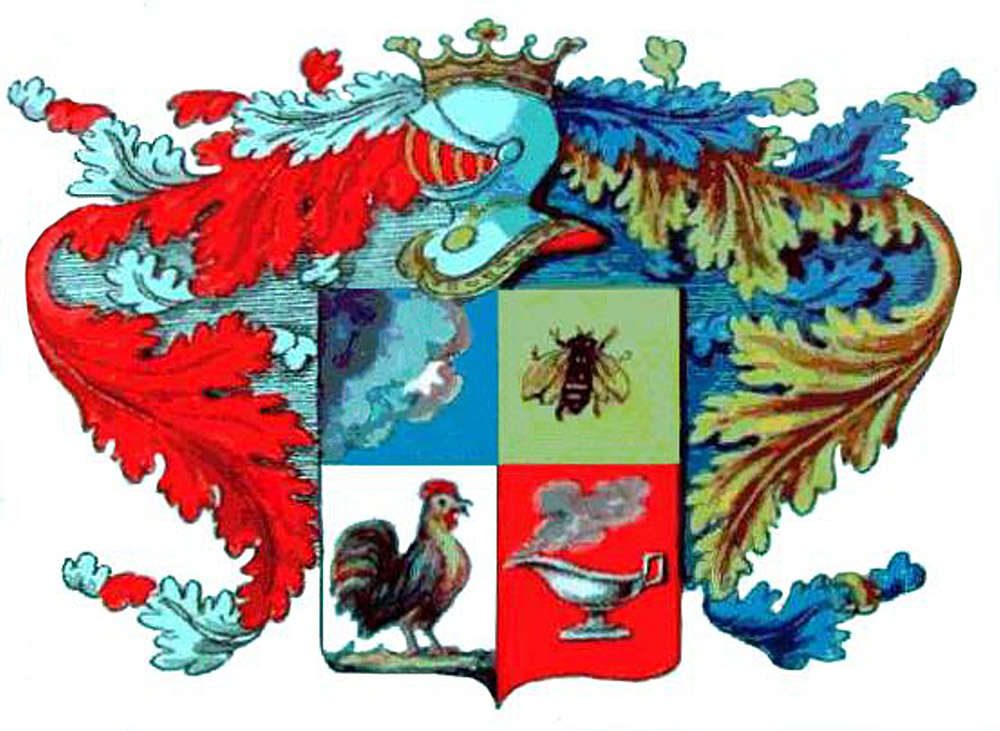
Герб Рашеттов

Родился 22 декабря 1744 года во Франции в семье скульптора Доминика Рашета из Монпелье и Клоди Бьенфэ. В 1760-х годах учился в Датской королевской академии изящных искусств, одновременно участвовал в художественных выставках, на которых в 1763 и 1764 годах его работы были отмечены соответственно малой и большой золотыми медалями. В 1771—1779 годах Ж.-Д. Рашет преподавал в Берлинской академии художеств, с 1772 года — в звании профессора.

## Российский период
В 1779 году приглашён в Россию генерал-прокурором князем А. А. Вяземским в качестве модельмейстера Императорского фарфорового завода в Петербурге. Яков Иванович Рашет (именно так его стали называть в России) прославился знаменитой серией фигур «Народы Российского государства», которая имеет большую историко-этнографическую и художественную ценность. По моделям Рашета созданы также «Арабесковый сервиз» (1784) и другие образцы русской фарфоровой промышленности (в частности 27-сантиметровый бюст Екатерины II). Работал на заводе до 1804 года.
Я. И. Рашет внёс заметный вклад в русскую скульптуру конца XVIII века. Его авторству принадлежит пять золочёных бронзовых статуй петергофского Большого каскада фонтанов, а именно: фигуры Юноны, Юпитера, Галатеи, двух групп «Наяд с тритоном» (1806—1809). Ещё одна скульптура Юпитера-громовержца хранится в Академии художеств.
Рашету принадлежат портретные бюсты и статуи ряда выдающихся деятелей русской истории и культуры: академика, математика и физика Л. Эйлера (мраморный бюст сделан для Петербургской академии наук), мецената П. А. Демидова, фельдмаршала П. А. Румянцева-Задунайского (бронзовый памятник был воздвигнут графом С. В. Воронцовым в храме города Глухова на Украине), надгробный памятник князю А. А. Безбородко в Александро-Невской лавре. В образе античной Кибелы Рашет увековечил Екатерину II (медная статуя была установлена в 1788 году в Царском Селе). Он создал мраморные бюсты Г. Р. Державина и его жены. По этому поводу поэт сложил стихи, где есть такая строфа:

Готов кумир, желанный мною, —

Рашет его изобразил,

Он хитрою своей рукою

Меня и в камне оживил.

Более 20 работ Я. И. Рашета экспонируются в Государственном Эрмитаже, Государственном Русском музее, в Академии художеств в С.‑Петербурге, Третьяковской галерее в Москве. Среди его произведений можно также назвать скульптурное убранство здания Правительствующего сената (1779) и Таврического дворца, Холодной бани с Агатовым павильоном и барельефы в Камероновой галерее в Екатерининском парке Царского Села (1785—1787). Я. И. Рашет был автором многометровых барельефов на портиках и аттиках Казанского собора.

Примеры работ Якова Рашета
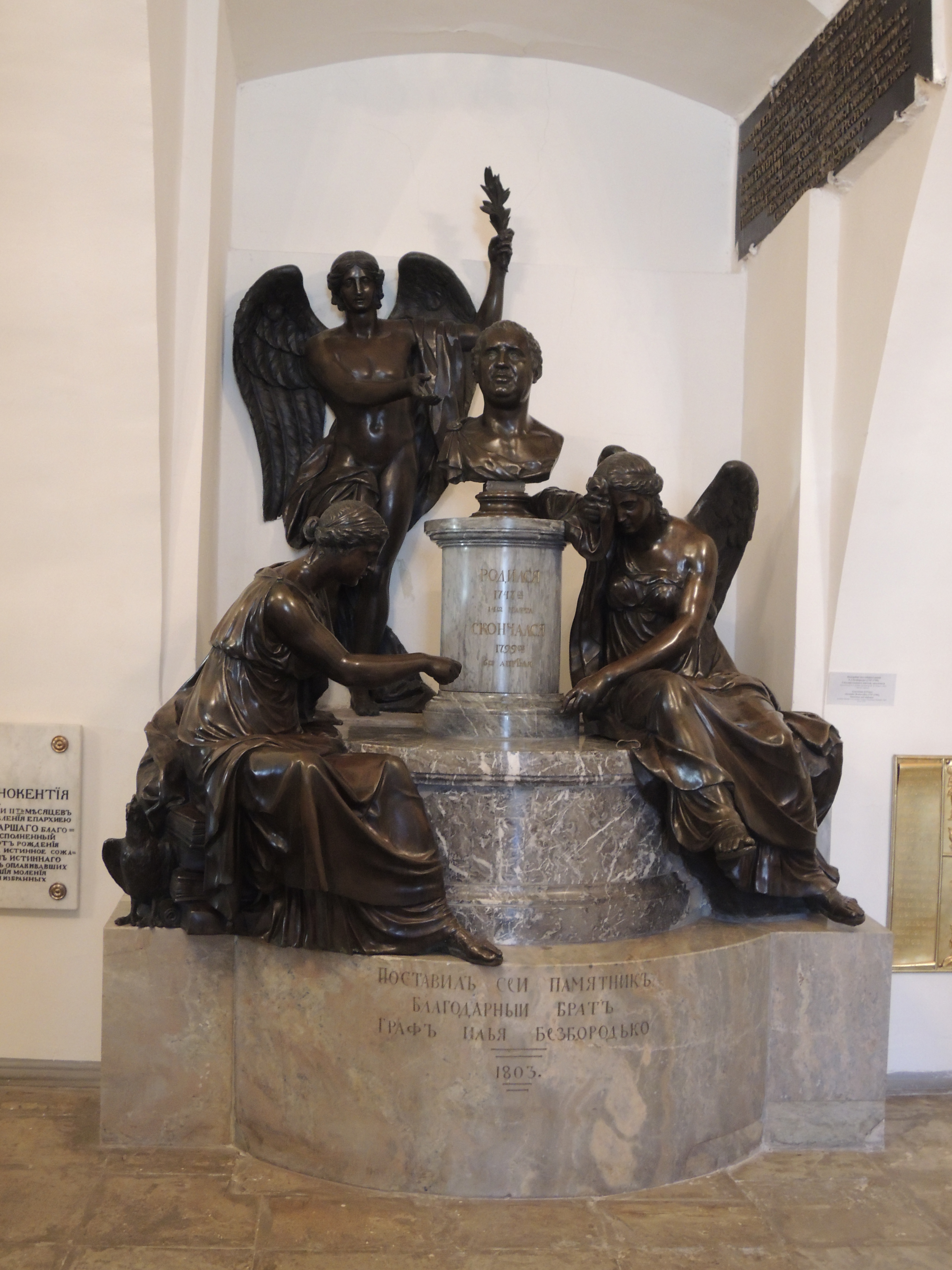
Надгробие Безбородко
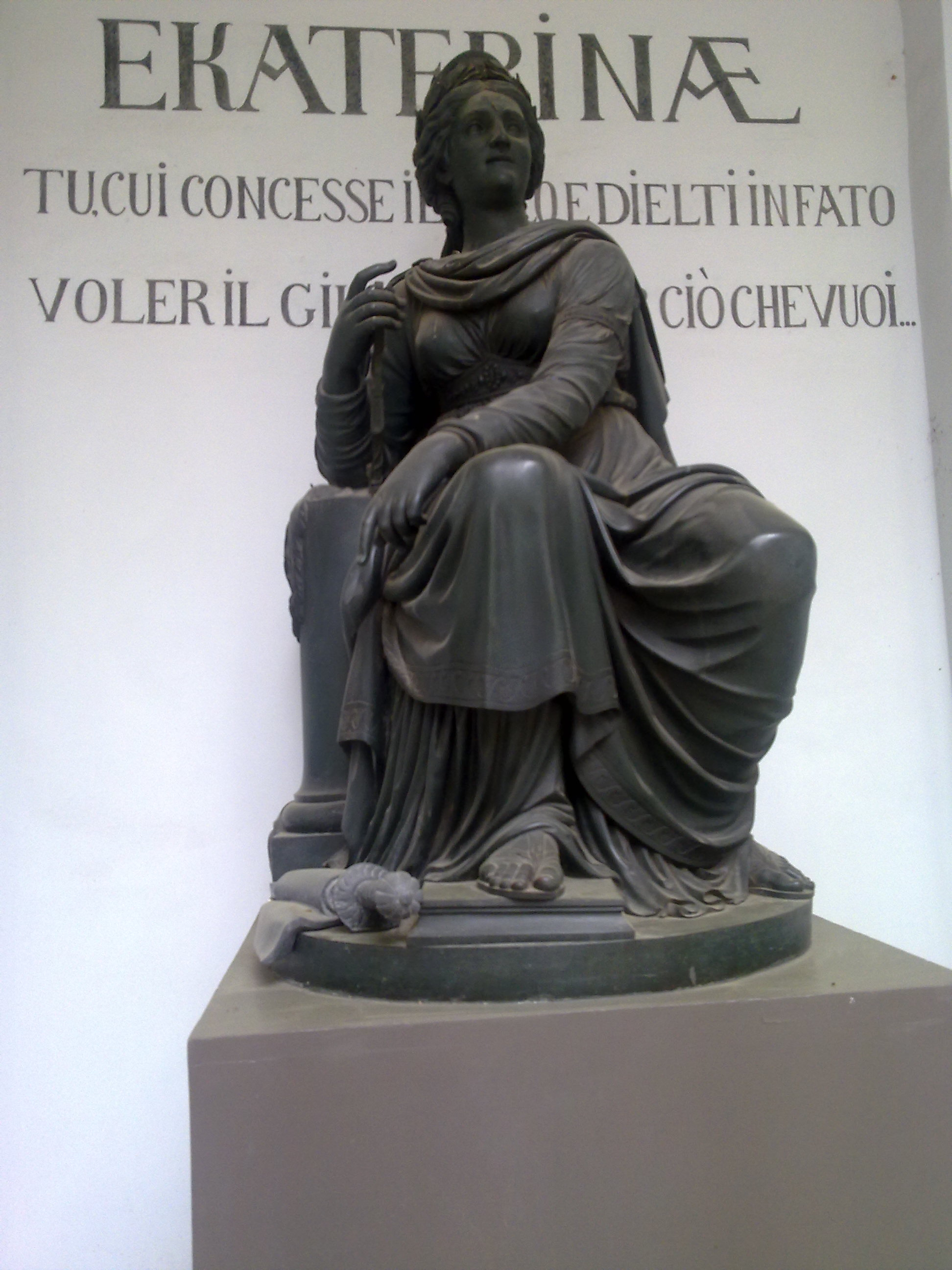
Памятник Екатерине II в Архангельском
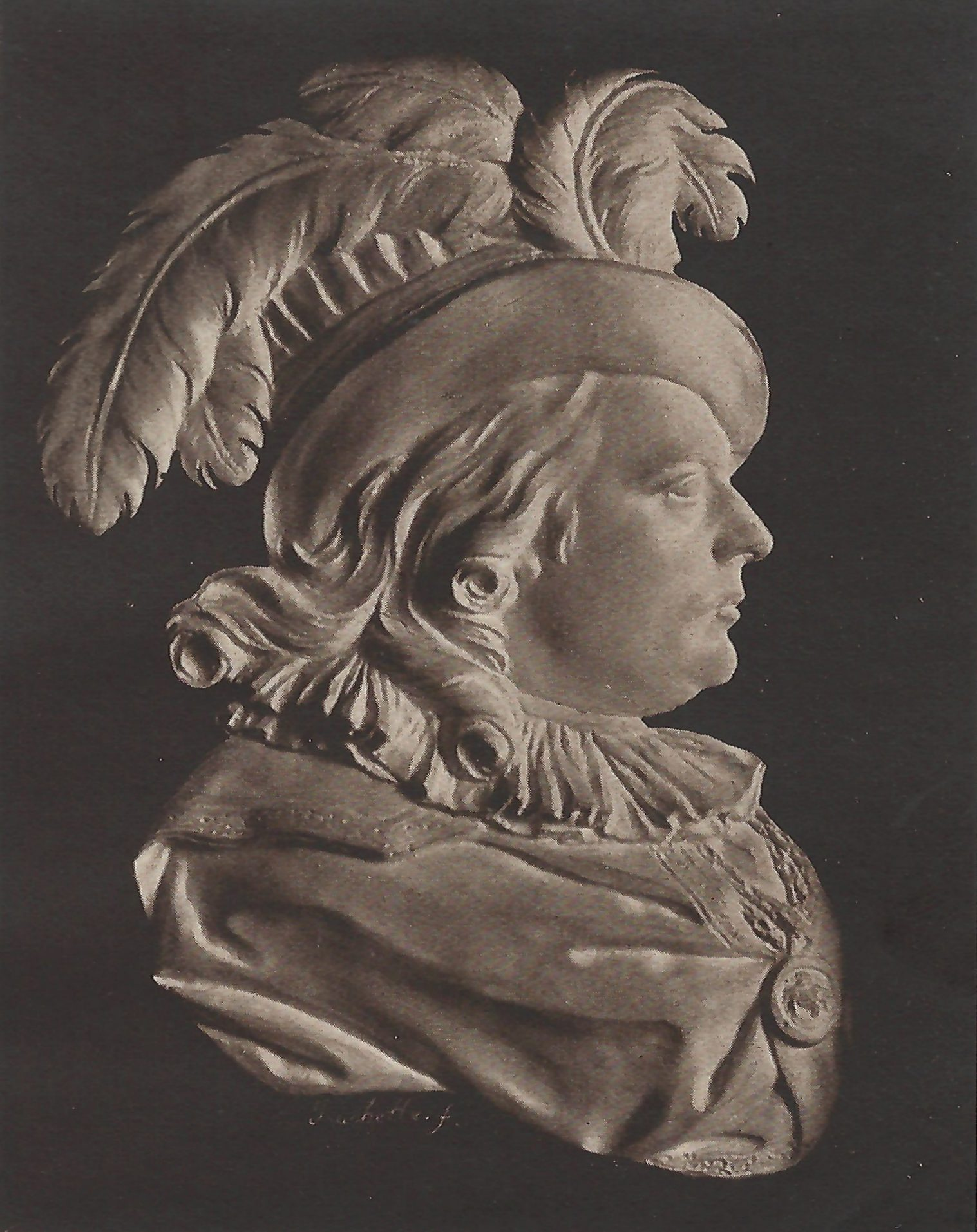
Франц Брокман в роли Гамлета в исполнении Ж.-Д. Рашета

## Оценка заслуг
За свои заслуги в развитии русского художественного фарфора Я. И. Рашет пожалован 20 (31) июля 1785 года званием академика Российской академии трёх знатнейших художеств. В 1786 году именным указом императрицы Екатерины II «за оказанную им к службе ревность и прилежность» произведён в чин коллежского асессора.
В 1794 году избран в адъюнкт-профессоры, в 1800 году получил звание профессора.
В 1806 году Яков Иванович Рашет был приведён к присяге «на вечное подданство России». Награждён орденом Святой Анны 2-й степени. В конце жизни ему были пожалованы диплом о возведении в дворянское Российской Империи достоинство и дворянский герб.
Умер 10 (22) июня 1809 года в Петербурге.

## Семья
Я. И. Рашет венчался 25 октября 1765 года в Копенгагене с Эстер Христиной Ван Докум (? — 1825) и стал основателем российской ветви рода Рашет. Многие её представители были известными и выдающимися людьми своего времени и так же, как он, оставили в истории России значительный след. Супруги Рашет имели девять детей:
- Анна Яковлевна (1766—1795)
- Антон Яковлевич (27.05.1769 — 12.06.1822)
- Сусанна Яковлевна (09.11.1770 — 22.07.1825), муж Павел Христианович Безак
- Карл Яковлевич (31.05.1772 — 27.01.1830)
- Эммануил Яковлевич (23.11.1777 — 28.09.1825), генерал-майор, командир Минской пехотной бригады; масон
- Александр Яковлевич (1780—?)
- Эмилия Яковлевна (1785—?)
- Юлия Яковлевна (30.01.1788 — 23.01.1833)
- Елизавета Яковлевна (01.05.1791 — 03.12.1865)